# هاکونینماآ
هاکونینْماآ (به فنلاندی: Hakuninmaa) یک منطقهٔ مسکونی در فنلاند است که در هلسینکی واقع شده‌است. هاکونینماآ ۲٬۶۲ کیلومتر مربع مساحت و ۲٬۸۸۰ نفر جمعیت دارد.